# Georg Matthias Monn
Georg Matthias Monn, född Johann Georg Mann 9 april 1717 i Wien, död där 3 oktober 1750, var en österrikisk kompositör, organist och musiklärare.
Tillsammans med bl.a. Georg Christoph Wagenseil och Leopold Mozart skapade Monn den pre-klassiska Wienskolan (Wiener Vorklassik) vars kompositörer i dag mest är kända till namnen.
Man hade noga studerat de principer i kontrapunkt som praktiserades av Johann Sebastian Bach och Johann Joseph Fux och förändrade barockmusiken i riktning mot den lättare, mer graciösa galanta stilen.
Vidare förnyade man sonatformen, vilken senare skulle nå sin höjdpunkt med bröderna Michael och Joseph Haydn.
Hans framgångsrika introduktion av ett andra tema i symfonin blev en viktig förutsättning för den Första Wienskolan (ej att förväxla med Andra Wienskolan) femtio år senare.
Mycket lite är känt om Monns liv. Endast hans anställningar som organist är kända, först i Klosterneuburg i närheten av Wien och senare i Melk i Niederösterreich samt i Karlskirche i wiendistriktet Wieden.
Han dog i tuberkulos endast 33 år gammal.

## Verk (urval)
- 16 symfonier bl.a.
  - Symfoni i B-dur
  - Symfoni i G-dur
  - Symfoni i F-dur
- 6 Kvartetter bl.a.
  - Kvartett i B-dur
- Klaverkonsert i D-dur
- Cellokonsert i D-dur
- Cembalokonsert i g-moll
- Konsert för cembalo,stråkar och continuo i D-dur
- Konsert för fortepiano och stråkar i A-dur